# Balkî, Vasîlivka
Balkî (în ucraineană Балки) este o comună în raionul Vasîlivka, regiunea Zaporijjea, Ucraina, formată numai din satul de reședință.

## Demografie
Componența lingvistică a comunei Balkî
     Ucraineană (71,6%)
     Rusă (27,13%)
     Alte limbi (0,76%)
Conform recensământului din 2001, majoritatea populației comunei Balkî era vorbitoare de ucraineană (71,6%), existând în minoritate și vorbitori de rusă (27,13%).